# Odontocarya petiolaris
Odontocarya petiolaris är en tvåhjärtbladig växtart som beskrevs av Rupert Charles Barneby. Odontocarya petiolaris ingår i släktet Odontocarya och familjen Menispermaceae. Inga underarter finns listade i Catalogue of Life.